# Никольское (Добринский район)
Нико́льское — село Хворостянского сельсовета Добринского района Липецкой области. Стоит на притоке реки Матрёнки.
Никольское связано автодорогой с железнодорожной станцией Хворостянка. На юге расположено село Нижняя Матрёнка, на севере — Новая Байгора.

## История
Возникло в середине XVIII веке. В документах 1782 года упоминается как сельцо Никольское, владение П. М. Вельяминовой. Тогда здесь был 21 двор. В 1895 году население составляло 625 душ, в 1914 году — 803 человека. Земская школа. Относилась к Подворской волости Усманского уезда Тамбовской губернии.
Также имело другое название — Вельями́новка.

## Население
| 1895 | 1914 | 2010 |
| ---- | ---- | ---- |
| 625  | ↗803 | ↘30  |

.